# Ron Fischer (Eishockeyspieler)
Ronald Alexander „Ron“ Fischer (* 12. April 1959 in Merritt, British Columbia) ist ein ehemaliger deutsch-kanadischer Eishockeyspieler, der von 1984 bis 1996 in der Eishockey-Bundesliga und in der DEL für den SC Riessersee und SB Rosenheim und die deutsche Eishockeynationalmannschaft spielte.

## Karriere
Er begann seine Karriere 1978 in der Western Hockey League bei den Edmonton Oil Kings. 1980 verpflichteten ihn die Buffalo Sabres, für die er in der NHL zum Einsatz kam, hauptsächlich wurde er aber bis 1983 bei deren Farmteam, den Rochester Americans, in der AHL eingesetzt.
Im Jahre 1984 wechselte er nach Garmisch-Partenkirchen zum SC Riessersee, bei dem er zwei Jahre spielte. Nach dieser Zeit durfte er als Deutsch-Kanadier eingesetzt werden und belegte keinen Kontingentplatz für ausländische Spieler mehr. Unter dieser Voraussetzung wechselte er 1986 zum SB Rosenheim (später Starbulls Rosenheim). Bis zum Ende seiner Karriere 1996 spielte er für Rosenheim, sowohl als Verteidiger als auch als Stürmer.
Fischer spielte auch für die deutsche Eishockeynationalmannschaft.
Seine Söhne Alex und Sean Fischer sind ebenfalls Eishockeyspieler.

## Erfolge und Auszeichnungen
- 1986 All-Star Team der Bundesliga
- 1986 Leonhard-Waitl-Pokal (Bester Verteidiger der Bundesliga)
- 1989 Deutscher Meister mit dem SB DJK Rosenheim
- 1988 Bester Außenstürmer der Bundesliga (Wahl durch den Sport-Kurier)
- 1989 Bester Außenstürmer der Bundesliga (Wahl durch den Sport-Kurier)